# Rua Guaicurus (Belo Horizonte)
A Rua Guaicurus em Belo Horizonte, Brasil, fica no centro perto da rodoviária e é a maior zona de meretrício do estado Minas Gerais.

## Nome e história
O termo guaicurus remete aos guaicurus, grupos indígenas cujas línguas pertencem à família linguística guaicuru, vivendo no vale do Rio Paraguai, imigrando de Paraguai na região dos estados do Mato Grosso do Sul e Goiás. Quando Belo Horizonte foi construída entre 1894 e 1897, tudo foi bem planejado seguindo os modelos de Paris e Washington, com suas linhas retas e avenidas largas e determinada finalidade para cada logradouro. A rua Guaicurus  inicialmente abrigava o primeiro  setor  industrial da cidade, pois era um corredor natural que ligava a Praça da Estação à região do Bairro da Lagoinha, famoso pela boêmia, passando pela Praça da Estação do 
Mercado Municipal (atual localização da Rodoviária). Ao longo dos anos, ajuntaram-se outras indústrias e atacadista de mantimentos e outros, serviços de hospedaria, barbearia e alfaiataria. A rua e os arredores eram o lugar preferido de imigrantes sírios, que vendiam sobretudo cereais.
O desenvolvimento da indústria sofreu dificuldades por causa das inundações pelo Rio Arrudas e mudou-se para as Avenidas Alfonso Pena e Raul Soares. A rua Guaicurus transformou-se em um espaço de boêmia, cheio de bares e cabarés para homens de todas as idades e classes sociais, que, em parte, já ocuparam o espaço desde o início, mas agora tomaram toda a área. Os estabelecimentos mais elegantes contavam com prostitutas estrangeiras e música ao vivo, e as outras com prostitutas nacionais. Entre os fregueses destacavam-se homens casados festejeiros ou entediados com seu casamento, estudantes e visitantes do interior, que foram atraídos pela fama dos cabarés. O cabaré mais sofisticado e exclusivista era o Palácio, também conhecido como cabaré da Olímpia, nome de sua proprietária, que era espanhola e teve boas relações com políticos. O cabaré Rádio teve seu próprio Diretor Artístico, que era o francês André Dumanoir. Muitas prostitutas começavam nos cabarés mais famosos e terminavam no Curral das Éguas, que se chamava de cabaré, mas não oferecia nada além das damas trancadas em quartos escuros e de péssima qualidade. As mulheres chegavam ao Curral das Éguas devido à própria idade ou a problemas de saúde, muitos deles ocasionados pelas doenças sexualmente transmissíveis ou pelo uso de drogas e bebidas. Dessas época conta, entre outros, o famoso romance Hilda Furacão de Roberto Drummond. De importante e elegante zona boemia, com o tempo, a região dos Guaicurus acabou se marginalizando e se tornando uma área do baixo meretrício. Segundo um levantamento estatístico de 2007, quando a prefeitura discutiu planos para fechar os prostíbulos, chamados de hoteis, estabelecimentos que abrigam prostitutas, existem 21 casas com 2000 prostitutas, outro levantamento pouco antes chegou a 22 casas com 3200 mulheres. Todas as casas têm uma porta para a rua com um porteiro, que controla o passaporte de rapazes com aparência de menores. Uma escada ingreme leva ao segundo andar e, na maioria das vezes, também aos terceiro e quarto andares. Cada andar tem longos corredores com quartos, e cada quarto pode ser ocupado por uma garota de programa, que se apresenta em seu quarto ou no corredor aos clientes, que circulam pelos corredores.

## Situação atual
Ao contrário das outras zonas de meretrício maiores do Brasil todas as prostitutas oferecem seus serviços dentro dos hotéis, os quais seguem, neste  sentido, o mesmo modelo como alguns prostíbulos elegantes e famosos como o Pascha, um prédio de onze andares na Colónia, Alemanha. Vulgarmente as casas são apelidadas de “hotéis de batalha” é “sacolões”, termos pejorativos que aludem à diversidade e quantidade de mulheres, seus baixos preços e à simplicidade ou precariedade dos estabelecimentos. As garotas apresentam-se em seus quartos, deixando as portas abertas, ou na porta ou no corredor. Algumas fazem mistério, deixando a porta só semiaberta para despertar a curiosidade dos clientes, algumas deitam na cama olhando televisão, algumas dançam. A maioria fica de biquíni, algumas poucas escolhem fantasias de odalisca, índia, enfermeira, aluna de escola, pastora, etc., e uma minoria de 5 até 15% fica sem calcinha ou completamente nua, abordando clientes no corredor ou até apresentando as partes pudicas de pernas abertas, deitadas na cama, às vezes também dançando ou se masturbando. Já que a entrada para os hotéis é franca, milhares de homens curiosos aproveitam para somente olhar as prostitutas nuas e seminuas, que custaria em casas de striptease um bom dinheiro, e por esse liberalismo a zona é mundialmente conhecida.
Os horários de funcionamento costumam ser de 7 ou 8 até às 23 ou 24 horas. As garotas trabalham em dois turnos, pagando entre R$50 e R$120 por dia, mas muitas optam por ficarem o dia inteiro e morarem em seu quarto, pagando um preço maior. Pagam também pelos lençóis, preservativos, papel higiênico e aparelho de som ou tv, não incluídos no preço da diária. As prostitutas cobram preços muito acessíveis, entre R$10 e 50 por um programa básico, que demora muitas vezes só poucos minutos, e precisam de atender entre 4 e 15 clientes somente para conseguir o aluguel do quarto. Em 2004, os preços cobrados estavam entre R$4 e R$20, com alugeis de R$15 até 35, subindo continuadamente até 2014, mantendo-se desde então neste patamar. Os menores preços são cobrados por prostitutas velhas, que chegam até as 80 anos, em alguns casos, e jovens negras, que mesmo sendo bonitas e dedicadas, muitas vezes, pela situação do mercado não conseguem vender-se mais caro e ocupam os quartos das casas mais baratos, que são mal arejados e sem água, enquanto as moças jovens brancas ou mulatas ocupam os melhores hoteis como o Brilhante e cobram R$40 até 50.
A rua Guaicurus é também a sede da Aprosmig (Associação das Prostitutas de Minas Gerais), conhecida pela eleição da Miss prostituta, pela organização de cursos de inglês para prostitutas antes da Copa de futebol 2014 e dos Jogos Olímpicos de Verão de 2016, por possibilitar a suas prostitutas a cobrança eletrônica de cartãos de seus clientes e por ter fundado um pequeno Muséu de sexo. A Aprosmig defende as prostitutas também contra iniciativas políticas que visam a revitalização da área que implicaria um fechamento dos prostíbulos. Apesar de reclamar dos preços abusivos a Aprosmig defende os hotéis porque são lugares, onde as prostitutas trabalham protegidas e sem pressão de cafetões.

## A rua nas artes e literatura
A Rua Guaicurus foi a inspiração para a peça de teatro „Rua das camélias“, que estreou em 2016 no próprio hotel Imperial Palace, um dos bordeis da Rua Guaicurus.
A prostituta mais famosa seria Hilda Furacão nos anos 1960, heroina do livro com o mesmo nome de Roberto Drummond. Outra prostituta que trabalhava nessa rua era a ativista e escritora Gabriela Leite.